# Palacio de Rotenturm
El castillo de Rotenturm o palacio de Rotenturm (en alemán: Schloss Rotenturm) es un schloss y uno de los castillos historicistas más destacados de la Austria rural, ubicado en Rotenturm an der Pinka, en el estado de Burgenland. Construido en la década de 1860, su importancia artística radica en su arquitectura exterior, ya que la mayor parte de su mobiliario interior se encuentra en parte destruido y en parte conservado en otros sitios, como la Galería Nacional Húngara.
Tras décadas sumido en un estado de negligencia, el edificio pasó recientemente por un intensivo proceso de renovación, que incluía desde el fortalecimiento de sus cimientos hasta la restauración de sus fachadas exteriores a su semblante original.

## Historia
El edificio se encuentra en un terreno donde antes hubo dos castillos más antiguos, uno medieval y otro más tardío. El complejo medieval era todo un castillo de foso ubicado en el extremo noroeste del terreno, protegido por el río Pinka (afluente del Raba, en sí tributario del Danubio). Un documento de 1523 menciona la existencia de este castillo en Ruttenthuren (actual Rotenturm), que se sabe que posteriormente, en 1532, fue tomado por tropas del conde de Erdődy Pedro II durante las disputas por la propiedad del señorío. Aquel castillo sería finalmente destruido en 1540 por los Stubenberg, rivales de los Erdődy (históricos magnates de Hungría), aunque estos últimos seguirían siendo señores de estos dominios hasta el ocaso de la nobleza en Austria a finales de la Primera Guerra Mundial.
Tras su destrucción, el territorio carecía de una edificación similar hasta finales del siglo XVII, cuando se construyó un castillo al estilo barroco centroeuropeo (siendo un castillo residencial, carente de fines defensivos). Conocido como Altes Schloss (el Castillo Viejo), este incluía en sus dependencias (los jardines circundantes) un zoológico que ocupaba 799 yugadas alemanas de terreno, en el que se criaban sobre todo gamos y corzos. Fue demolido en la década 1840, quedando solo el último edificio erigido en la década anterior (1830-1835) en la esquina suroeste del terreno, que luego formaría parte del dominio del edificio actual y más tarde sería conocido como el Ala Vieja (Alter Schlosstrakt) o Casa de los Sirvientes (Gesindehaus). Este edificio sería finalmente demolido en 1972, tras encontrarse durante décadas en estado de ruinas. Hacia 1840, el parque barroco del palacio fue rediseñado como un jardín paisajista inglés.
El principal benefactor de la construcción de la versión original del edificio actual fue el penúltimo conde de Erdődy, Stephan, jefe de cuadras del territorio (un alto rango militar de la época). Erdődy fue quien medió durante la revolución de 1848-1849 con el emperador austríaco, y quien representaría a Hungría en el compromiso croato-húngaro dos décadas después (1867-1868). Su hijo y heredero sería secretario personal del último emperador y rey de Hungría, Carlos I. Hacia 1860, Erdődy intentó convencer al principal arquitecto historicista húngaro de la época, Miklós Ybl, para que se encargara de la construcción del nuevo schloss (que era de hecho una ampliación de las estructuras existentes) con fines artísticos y representativos. Ybl se negó por tener otros compromisos, y en su lugar recomendó al arquitecto aquincense Antal Weber, discípulo de Pietro Nobile (el principal arquitecto de la corte de los Habsburgo) y de Theophil von Hansen en la Academia de Bellas Artes de Viena. Weber diseñó el castillo como estructura palaciega al estilo románico con elementos orientales, presentando ligeros patrones decorativos sobre un suelo rojo abrillantado. Fue construido entre 1862 y 1864 bajo la dirección del maestro de obras Johann Lang.

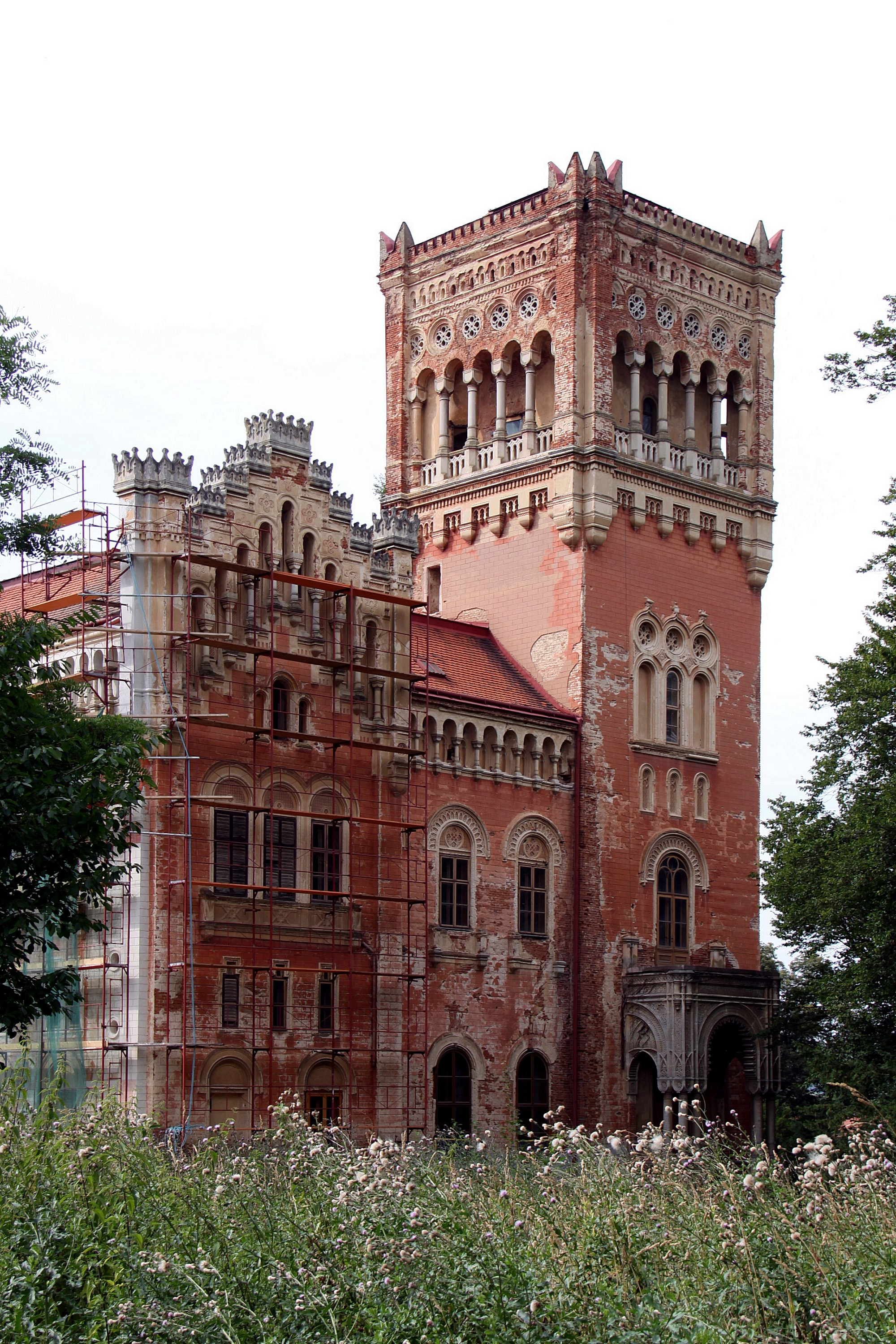
El edificio durante los trabajos de restauración.

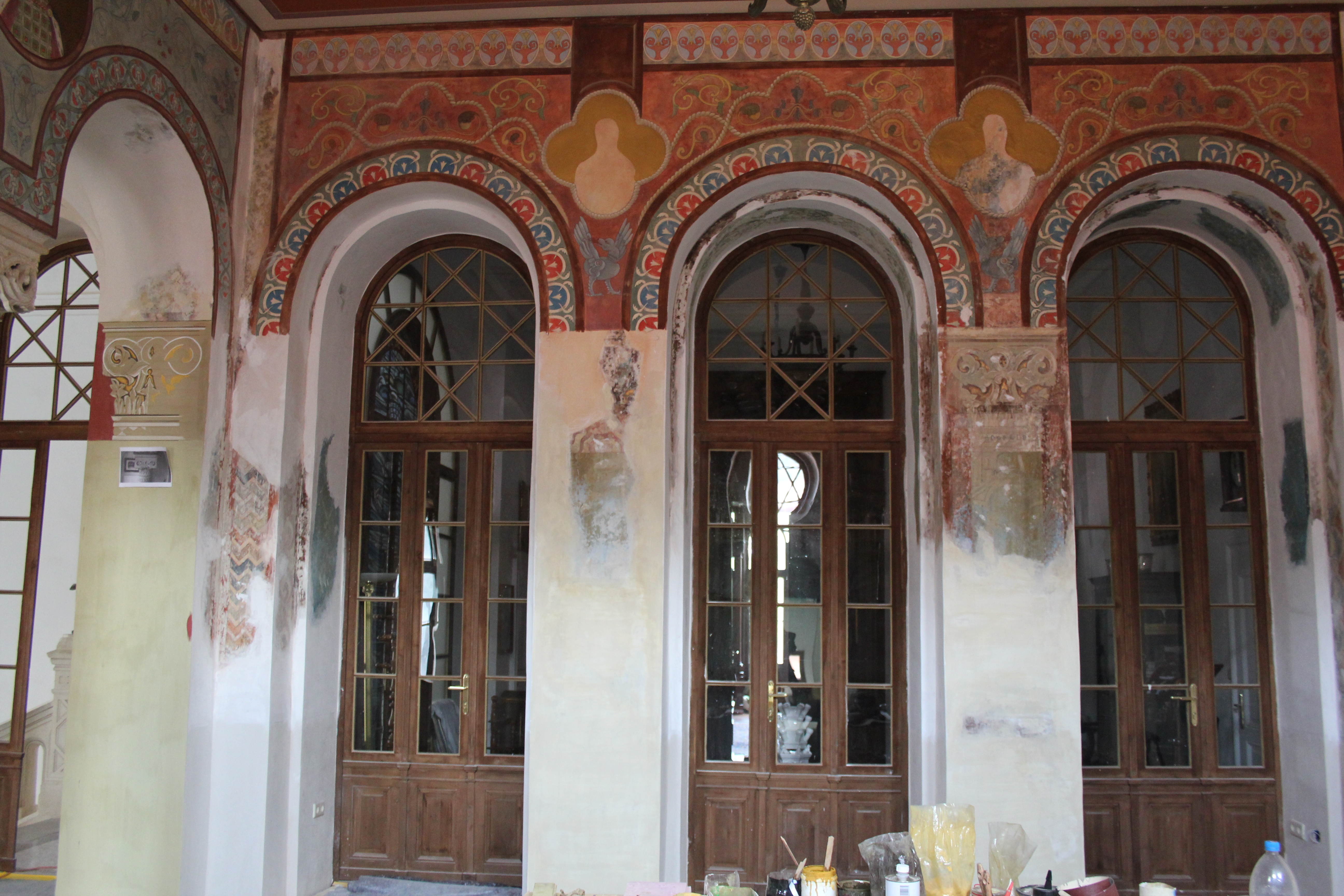
Los arcos exteriores del hall del castillo durante la renovación del edificio.

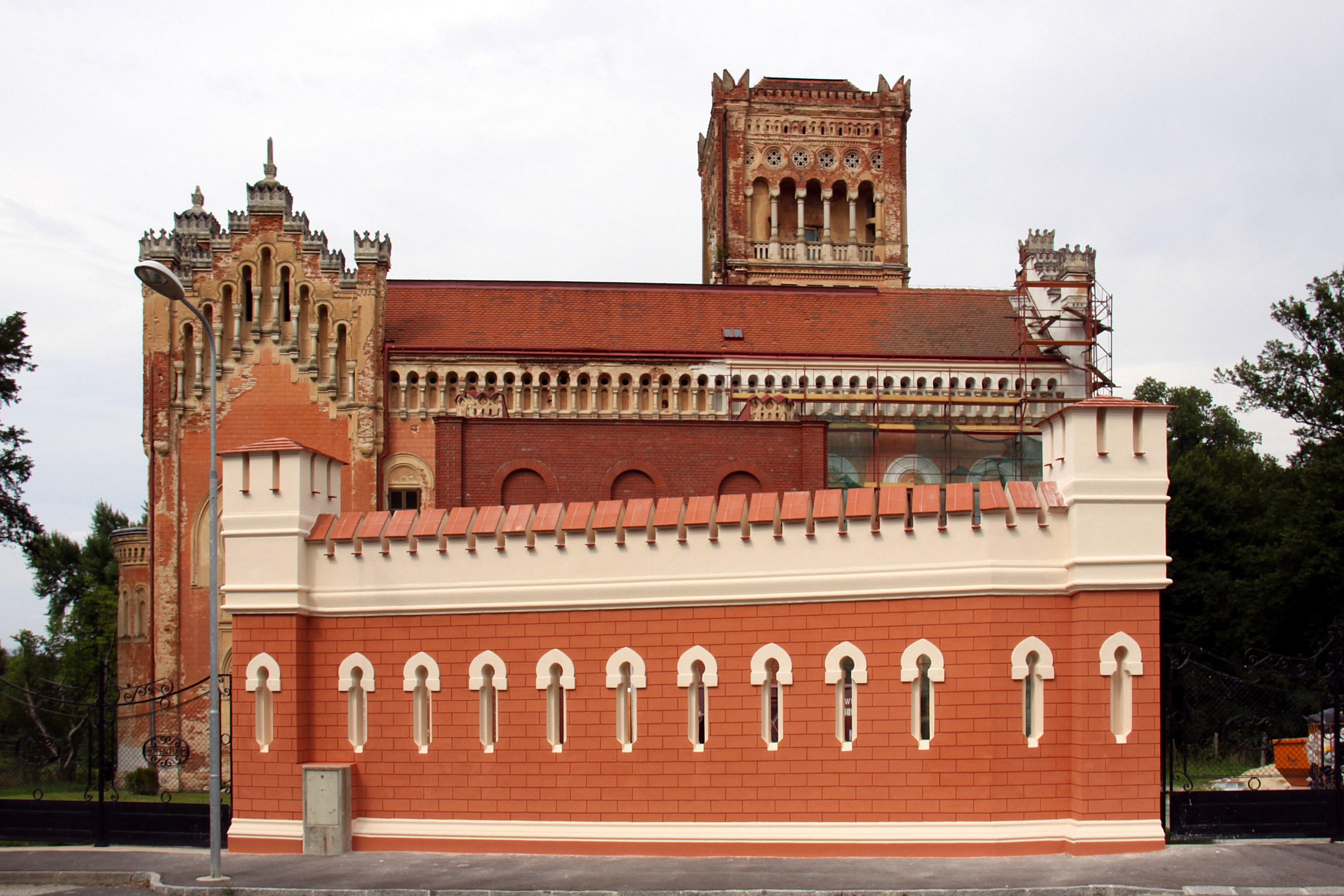

En las siguientes décadas, el castillo vivía su apogeo; hasta 1929, albergó las valiosas colecciones de arte de los condes Julius y Emilie Erdődy (un matrimonio entre las casas condales húngaras de Erdődy y Széchenyi), quienes convirtieron el schloss en su principal palacio residencial, si bien a partir de 1924 iría decayendo bajo la gestión de su hijo y sucesor, el conde Ludwig Erdődy. En 1929, un incendio destruyó la mayor parte del mobiliario interior, además del archivo familiar de la dinastía Erdődy y, más importante desde un punto de vista patrimonial, el archivo secreto del príncipe Francisco Rákóczi II —héroe de la libertad húngara y líder de la guerra de independencia de Rákóczi—, que se encontraba guardado en la torre principal.
Tras la muerte de Ludwig, último jefe de la línea Rotenturm-Erdődy, la finca, muy endeudada, pasó a manos de un pariente cercano, quien en 1929 sacó a subasta las colecciones de arte familiares para saldar parte de las deudas. Durante un breve periodo, el palacete fue hogar del renombrado violinista checo Jan Kubelík, y más tarde, en 1971, fue cedido al estado federal de Burgenland. Desde 2008, ha vuelto a ser propiedad privada, aunque su renovación corrió en gran parte a cargo de la Oficina Federal de Protección de Monumentos al tiempo que su gestión se realizaba por sus actuales dueños; cuando concluyó en 2016, su financiación había asumido un coste total de dos millones de euros.

## Arquitectura y detalles

### Exterior
El Schloss Rotenturm se considera el ejemplo más importante de arquitectura monumental historicista temprana en Burgenland, junto a otros símbolos del historicismo centroeuropeo como la Martinkaserne, en Eisenstadt, antigua escuela de cadetes y hoy cuartel y museo de las Fuerzas Armadas austríacas (con la que es comparado a menudo tanto por sus similitudes como por sus diferencias). Una característica que se da en todo el edificio es la riqueza de los elementos brillantes que decoran la superficie de las paredes rojas y enlucidas, que representan estilos de distintos períodos, incluidos elementos románicos, moriscos, góticos y renacentistas.

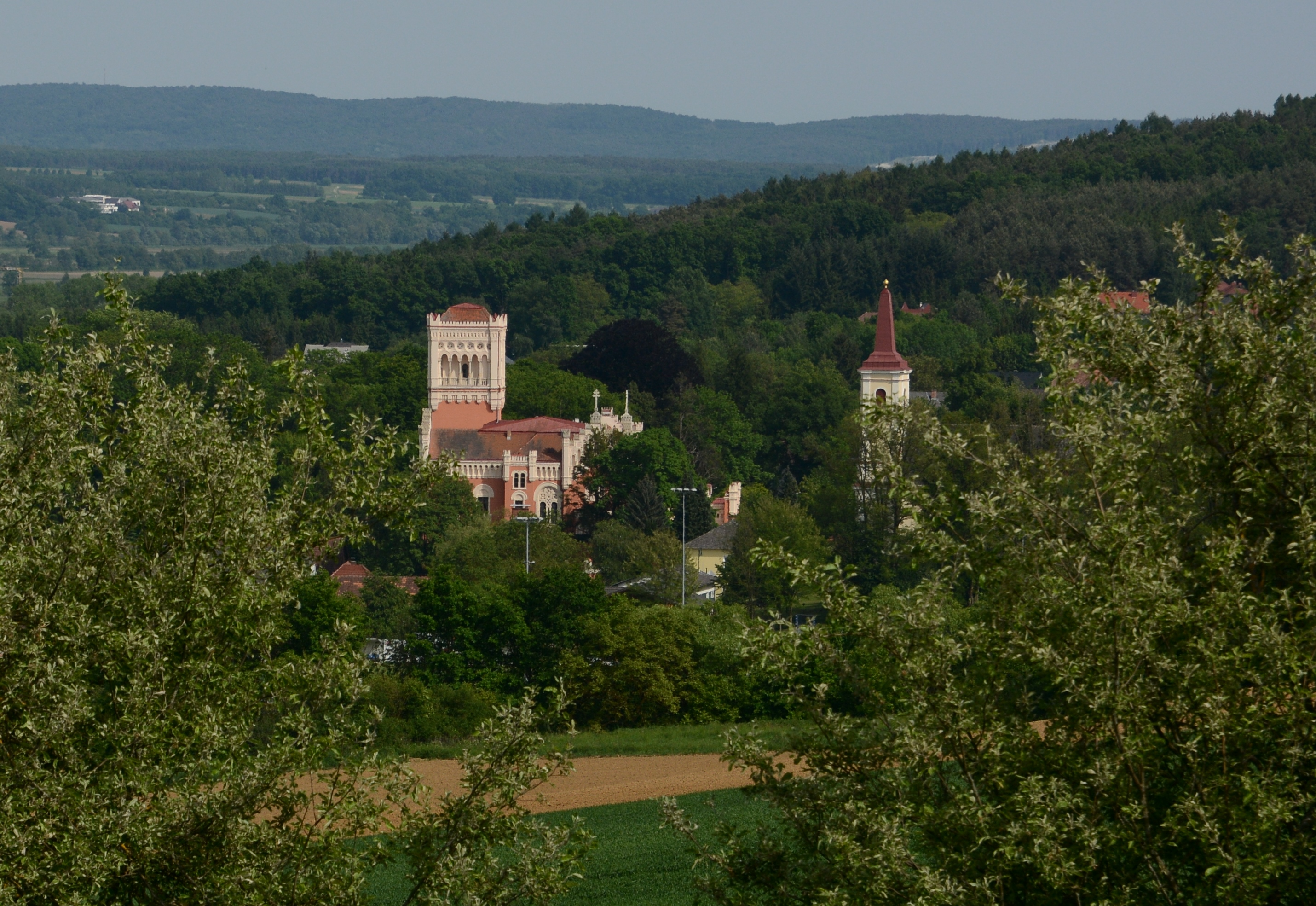
Vista del paisaje desde el norte

La fachada del edificio da al parque del palacio; tiene incorporada en su esquina oriental una torre campanario al estilo campanile de cuatro pisos y 34 metros de altura. En la esquina oeste, identificable desde el exterior por su ábside semicircular, se encuentra la capilla de dos plantas; mientras que en la esquina norte de la propiedad destaca un amplio avant-corps, cuyo hastial está realzado por una galería enana y un merlón almenado. Por delante de la fachada principal se extiende un amplio balcón, bajo el cual se encuentra la entrada principal al edificio. La balaustrada, dividida en arcos conopiales y rosetones, descansa sobre columnas de perfil esbelto. Los frontones a dos aguas en las fachadas sureste y norte son casi idénticos. De hecho, muchos de los elementos arquitectónicos del edificio, con su particular decoración, se repiten en todos los frentes; estos incluyen las ventanas de arco de medio punto, las galerías enanas translúcidas bajo el socarrén, las torrecillas esquineras con sus paneles almenados y las galerías abiertas que dan hacia el patio.
En 1830 se construyó un edificio más pequeño, que conectaba con el patio del edificio principal. En total, ambas estructuras disponían de 70 habitaciones, de las que solo se conserva una pequeña parte.

### Interior
El interior del palacio sigue en gran parte devastado desde el gran incendio acaecido durante el período de ocupación de la posguerra. Si bien, aún se puede apreciar el amplio vestíbulo, desde el que se accede por la derecha a la capilla, originalmente decorada con frescos realizados por el renombrado pintor de historia germano-húngaro Károly Lotz, quien había sido discípulo de Karl Rahl en la Academia de Bellas Artes de Viena. Junto a la capilla se encuentra el vestíbulo superior, decorado con fragmentos de frescos originalmente realizados también por Lotz. Encima de la entrada principal se encuentra un amplio comedor con un balcón; desde 1976 está cubierto por un artesonado adornado de casetones que fue realizado en 1850, procedente del antiguo manicomio provincial de Baja Austria (actualmente en el distrito vienés de Alsergrund).
Aunque gran parte del mobiliario original se perdió en el incendio, se han conservado varios objetos de interés, la mayoría de ellos forman parte en la actualidad de exposiciones museísticas. Entre otros, en la Galería Nacional Húngara, en Budapest, se conservan dos sopraportes (paneles decorativos o bajorrelieves que rematan las puertas altas de los salones), que representan las personificaciones de la primavera y el verano; mientras que de las esculturas que adornaban el interior del edificio, solo se conserva una figura de Madonna (la Virgen con el Niño Jesús) realizada en 1875 en mármol de Carrara traído de canteras cercanas, que actualmente se encuentra en la iglesia parroquial de Rotenturm. Tras la Primera Guerra Mundial, se colocó en la capilla el trono de coronación del último rey húngaro, Carlos IV (el emperador Carlos I, coronado rey de Hungría en 1916); actualmente se encuentra bajo el púlpito de dicha iglesia. Había llegado a manos de la familia a través del conde Thomas de Erdődy, hermano del secretario y adjutant del último emperador de los Habsburgo.

Imágenes del interior del edificio
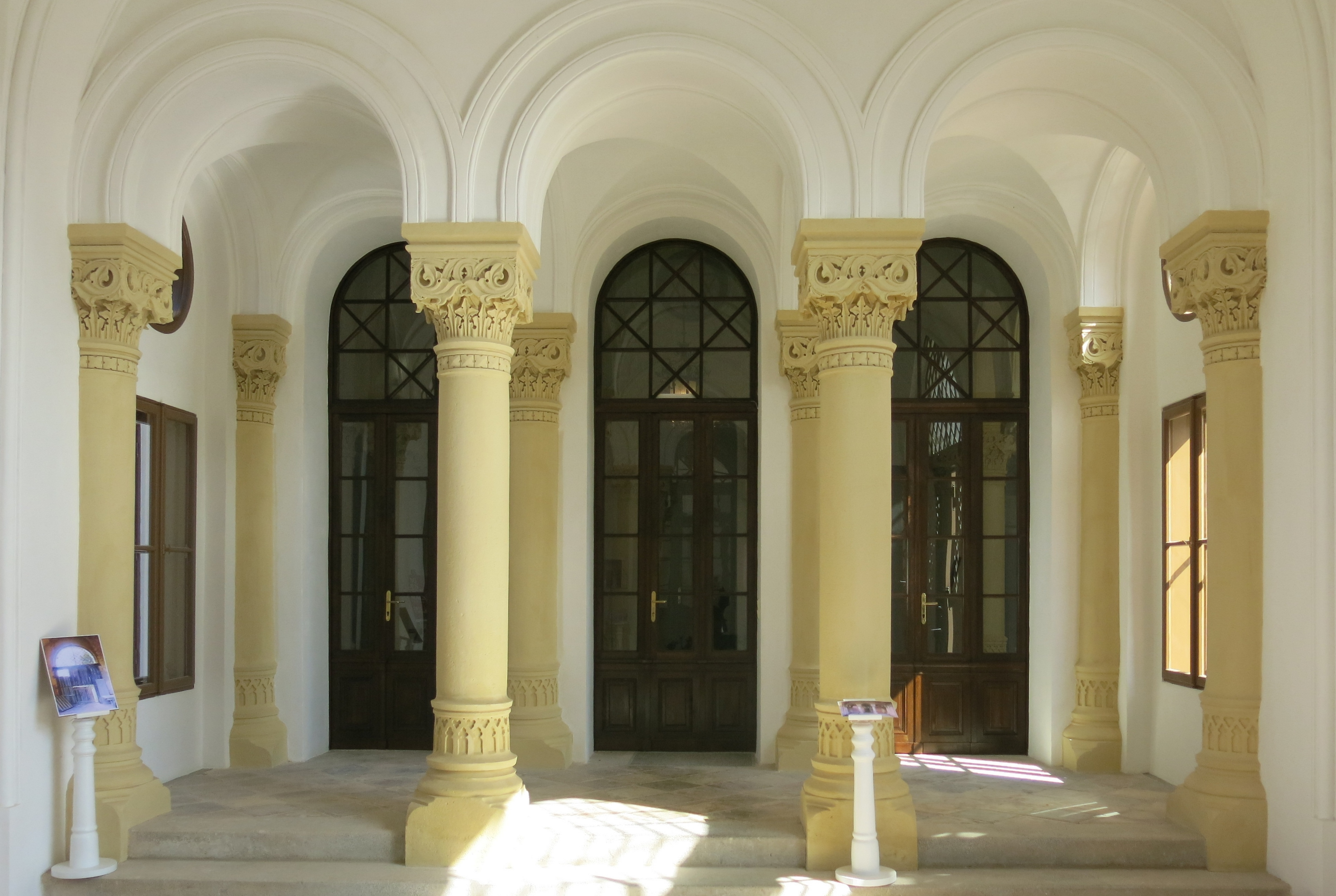
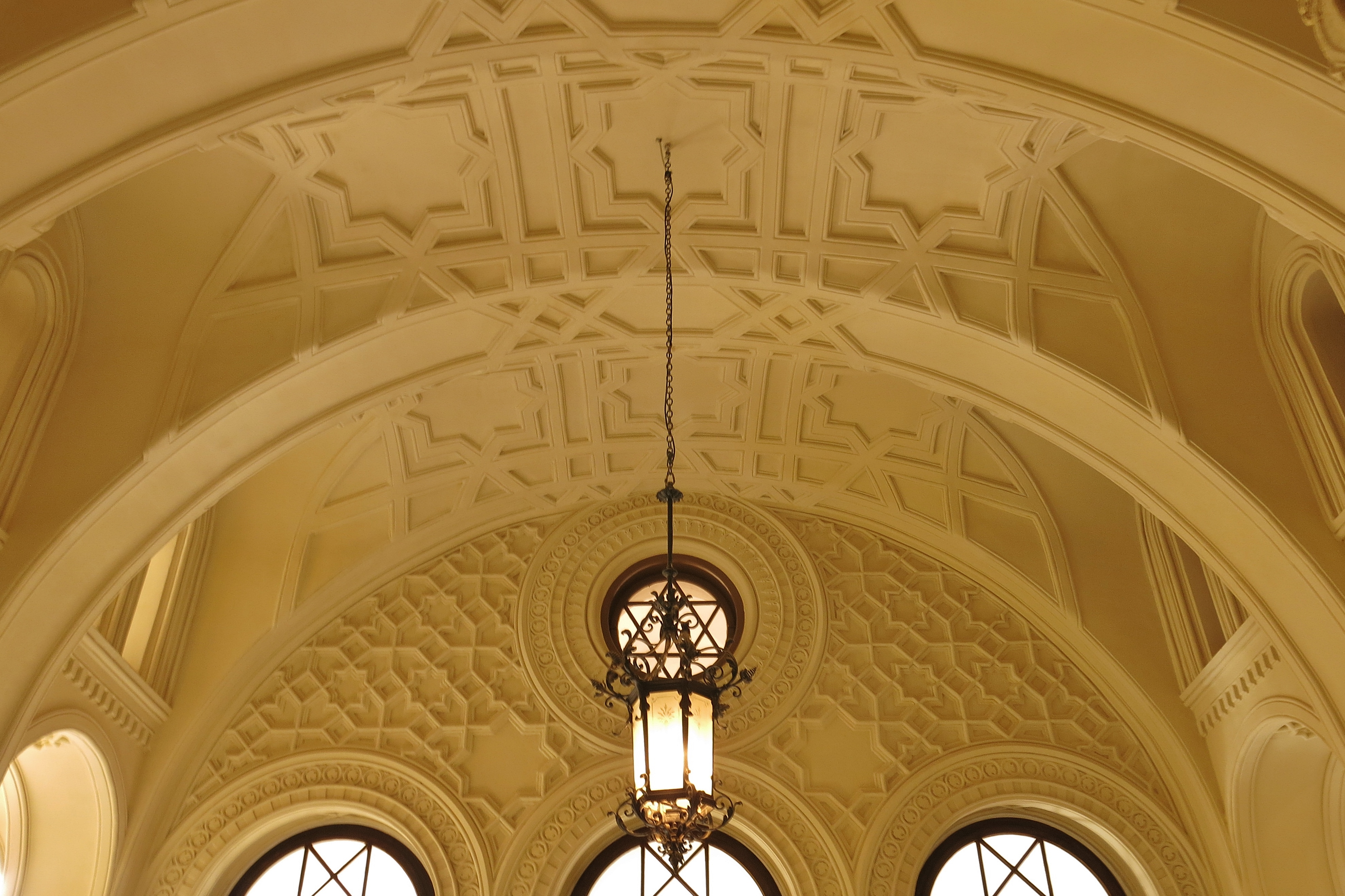
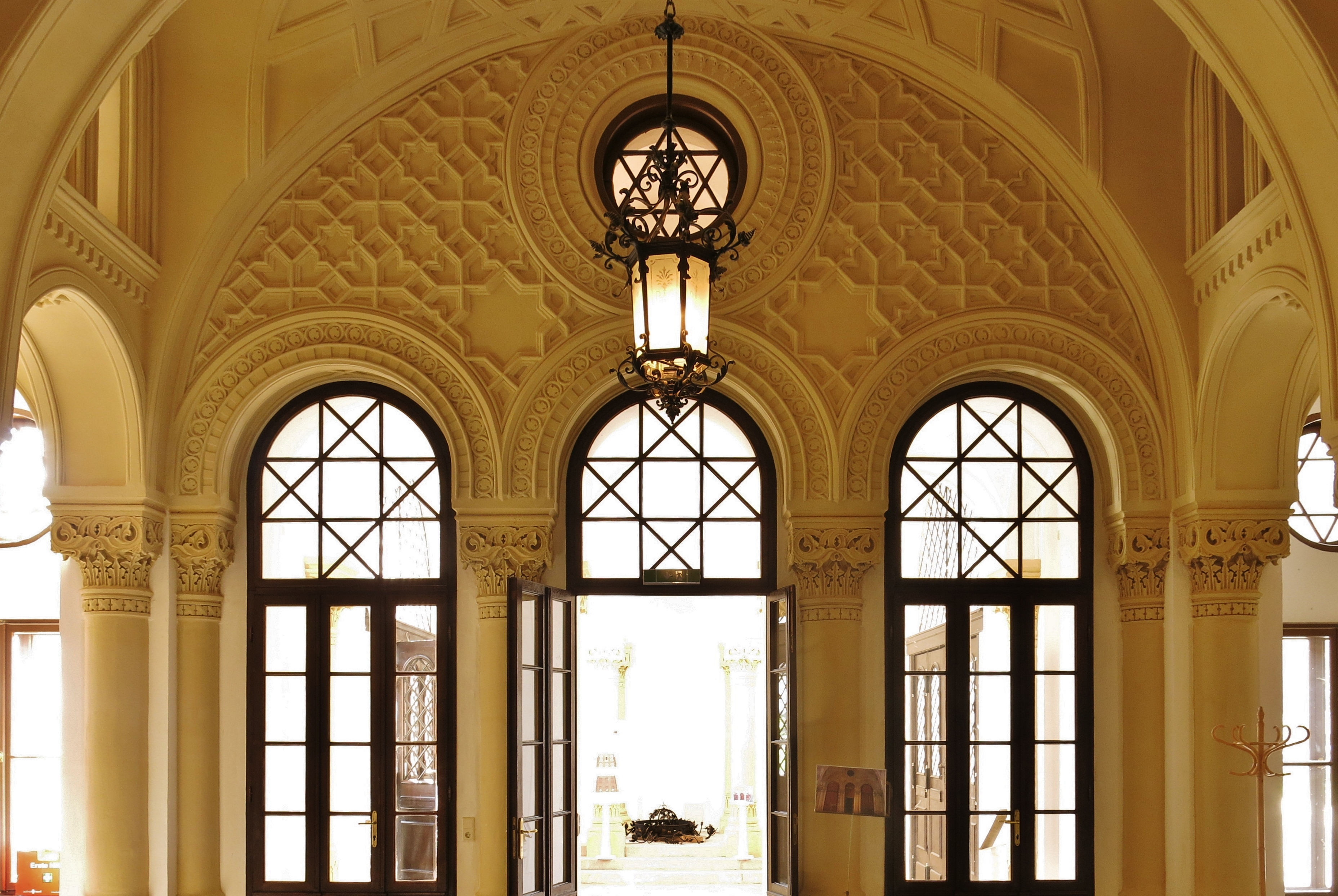
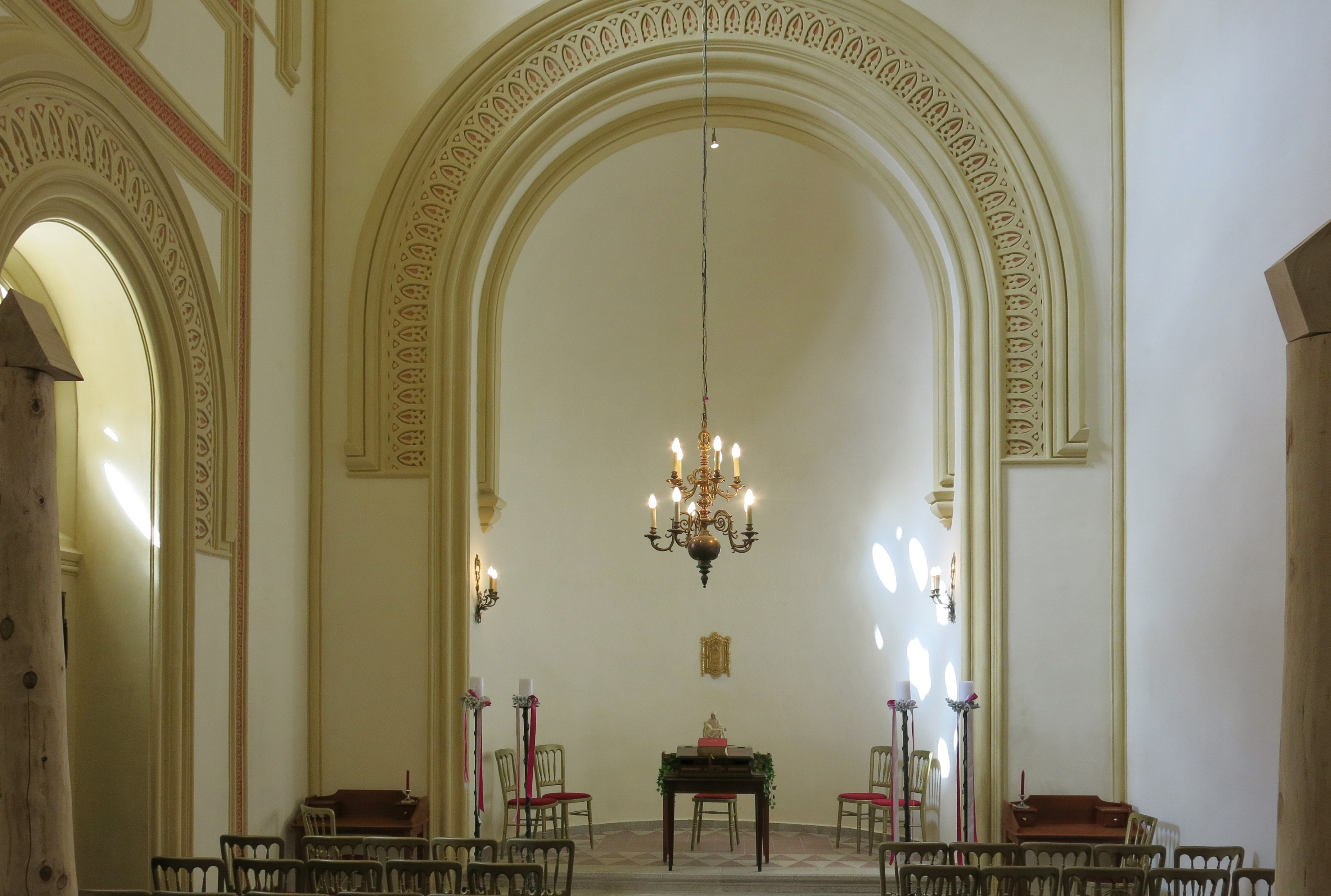
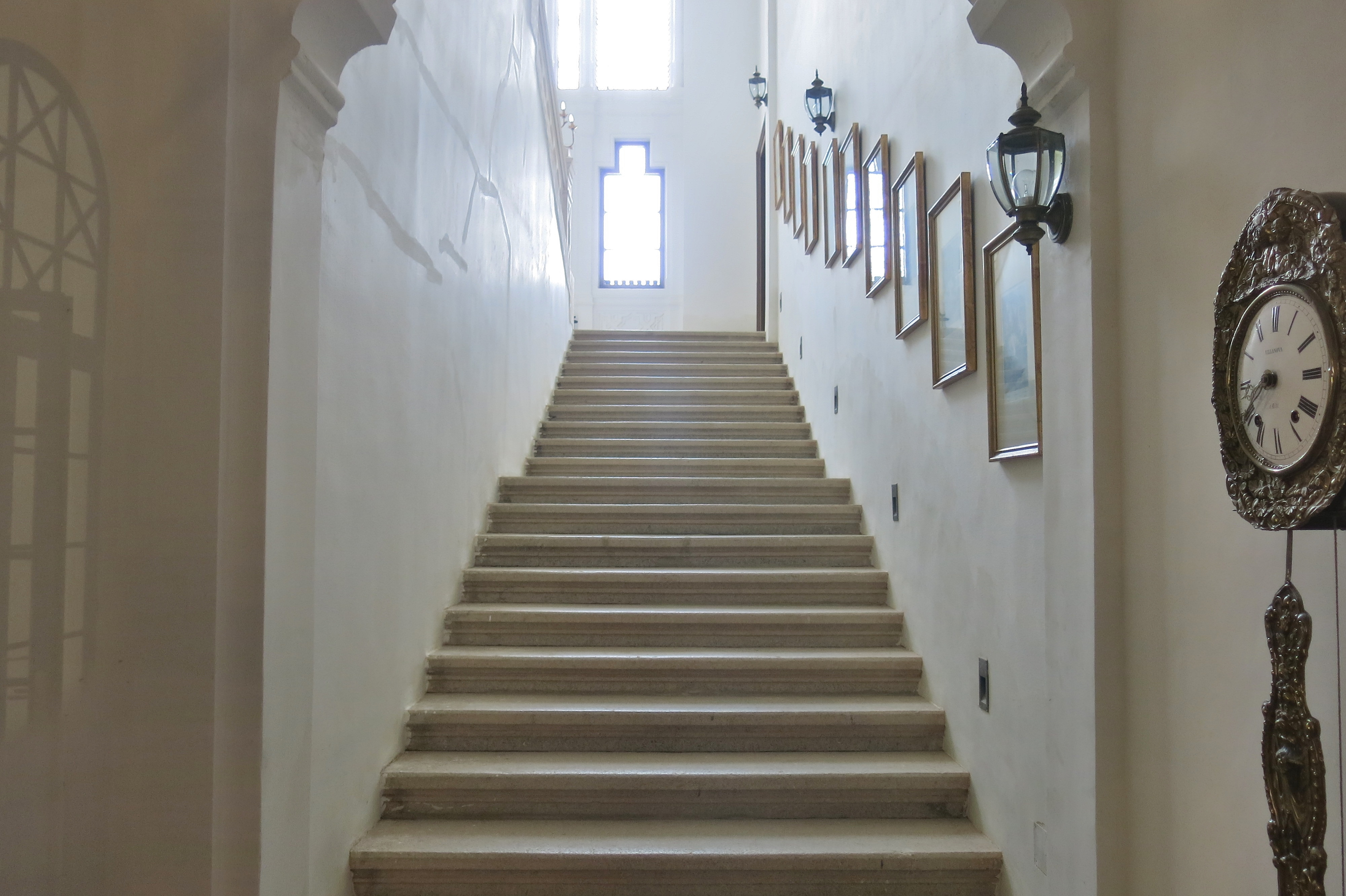

## Actualidad
Después de casi seis décadas sumido en el abandono (salvo el arreglo del techo en los años 1970), el castillo de Rotenturm fue adquirido en 2008 por el empresario vienés Heinz Schinner (quien había hecho su fortuna en el mundo de los seguros) y sus hijos. Poco después, la familia emprendió una reforma exhaustiva, en colaboración con la Oficina Federal de Monumentos, que incluía la renovación y restauración de gran parte de los elementos del edificio. La ley austríaca permite a particulares residir en algunos edificios históricos protegidos (sobre todo en el ámbito rural), siempre y cuando aporten económicamente a su conservación y, en su caso, a su reforma o restauración; dichas obras deben ser controladas por la entidad federal, que además realiza inspecciones periódicas del inmueble. En el caso del palacio de Rotenturm, una cuarta parte de la financiación procedía de la Unión Europea. Uno de los desafíos del proyecto consistía en intentar restaurar el edificio a su forma original (una reconstrucción histórica supervisada por expertos) y a la vez brindarle de una infraestructura apropiada para el siglo XXI. Aunque en un principio se trataba de una propiedad privada que iba a servir como residencia familiar, el objetivo de las obras, cara al público, era «devolver el edificio a su esplendor original» para el disfrute de todos.
Entre otros, se colocó en las salas de la planta baja un suelo de piedra caliza y azulejos de mármol Levante Rosa, de una superficie total de 400 m². La combinación del tono rosado y el color beige de la caliza fue elegida para encajar estéticamente con el perfil arquitectónico de la fachada. Tras mudarse con su familia al edificio (ahora todo un palacete), se abrieron por primera vez los salones de baile de la planta baja para eventos. También existen futuros planes para la renovación del antiguo parque de la propiedad.
Actualmente, la familia utiliza el piso superior del castillo para sus fines particulares (sobre todo en los fines de semana), mientras que las salas de la planta baja y demás estancias del inmueble se alquilan para conciertos y celebraciones. Un total de 1500 m² de superficie se han dedicado a uso comercial, que incluyen la escalinata, el vestíbulo, la capilla, el Salón Presidencial, la Sala Beethoven (diseñada para banquetes), el Salón de Baile, la biblioteca (muy solicitada para actuaciones musicales debido a su excelente acústica) y tres salas adicionales: la Sala Jan Kubelik (sala-balcón que da al parque), la Sala de los Artistas (que sirve como área de catering) y las Sala Terrena. También se puede utilizar la torre campanario, cuya planta superior ofrece buenas vistas de la región rural. El lugar sirve también para el rodaje de películas y campañas publicitarias, y es un destino muy solicitado para la celebración de bodas.